# 2921 Sophocles
2921 Sophocles је астероид са средњом удаљеношћу од Сунца која износи 3,249 астрономских јединица (АЈ).
Апсолутна магнитуда астероида је 13,3.